# Берли-хаус
Берли-хаус (англ. Burghley House) — самая грандиозная резиденция, уцелевшая в Англии со времён королевы Елизаветы I и отражающая архитектурные вкусы той эпохи. Расположена на границе Линкольншира и Кембриджшира, на окраине Стамфорда, к северо-востоку от Питерборо.

## Описание
Берли-хаус строился в 1555—1587 годах для барона Берли — титул, который носил первый министр королевы, Уильям Сесил (1520—1598). Вплоть до настоящего времени поместьем владеют его потомки, носившие титул сначала графов, а потом и маркизов Эксетеров.
В архитектурном отношении дворец обозначает границу между поздней готикой и ренессансом. Он имеет много общего с памятниками французского ренессанса, в особенности с замком Шамбор, который, видимо, и послужил его прототипом. Интерьеры Берли-хауса были оформлены по образцу Ричмондского дворца, ныне не существующего.
Парк вокруг Берли-хауса разбил в XVIII веке знаменитый Ланселот Браун. Дэвид Сесил, 6-й маркиз Эксетер, будучи чемпионом Олимпийских игр по лёгкой атлетике, в 1961 году положил начало проведению на территории усадьбы соревнований по конному троеборью, которые считаются одними из самых престижных в мире.

## В культуре
Берли-хаус и его интерьеры можно увидеть в фильмах «Код да Винчи» (2006), «Гордость и предубеждение» (2006), «Золотой век» (2007). Наряду с ещё восемью частными поместьями он причисляется к «домам-сокровищницам Англии».